# Église Saint-Georges de Drummondville
L'église St-Georges est un édifice religieux anglican, érigée en 1855-1856 de style néogothique, situé sur la rue Heriot, à Drummondville, au Canada,.

## Histoire
Frederick George Heriot, militaire britannique, obtient en 1815 une partie des Cantons de Grantham et de Wickham. Il est mandaté d'installer un établissement militaire et agricole sur les rives de la Rivière St-François. La même année, le village de Drummondville est fondé.
Une première église en bois est construite à l'emplacement actuel en 1820. La paroisse anglicane de St-George est fondée le 14 mai 1822. En 1855 débute la construction de la seconde église, sur un terrain cédé par Robert Nugent Watts (en), cousin de Heriot.  En 1863, l'église est partiellement détruite par un incendie. Les murs de pierres restés debout servent de base à la reconstruction de l'église actuelle.

## Importance patrimoniale
L'église St-George est le témoin de l'établissement de l'Église anglicane au Québec et dans la région du Centre-du-Québec,.
L'église St-George revêt une importance patrimoniale grâce à son intérêt architectural. En effet, elle représente bien les petites églises anglicane néogothiques du 19e siècle au Québec. Ces petites églises sont inspirées des églises rurales du 13e et 14e siècle en Angleterre.
L'église St-George est importante dans l'histoire du Centre-du-Québec par son lien avec Frederick Heriot et Robert Nugent Watts. Ces deux personnages sont marquants dans l'histoire de la ville de Drummondville. Heriot est le fondateur de la ville de Drummondville et Watts est député de Drummond de 1841 à 1848. La dépouille de Frederick George Heriot est inhumée dans le cimetière de l'église St-George.
L’orgue, de l’entreprise Casavant et Frères, de type Opus 1554 date de 1937. Les vitraux sont de John C. Spencer.
L'église Saint-George a été cité comme immeuble patrimonial le 7 décembre 1998. La protection touche le terrain et l'extérieur du bâtiment. Elle a été inclise dans le site patrimonial de la Place-Saint-Frédéric en 2005.